# 파사텔리
파사텔리(이탈리아어: passatelli, 단수: passatello 파사텔로[*])는 이탈리아의 파스타이다. 빵의 조각이나 달걀, 파르미자노 레자노, 견과류를 사용하며 육수로는 닭고기 국물을 쓴다. 에밀리아로마냐 주 등 북부 지방에서 찾아볼 수 있다.

## 사진

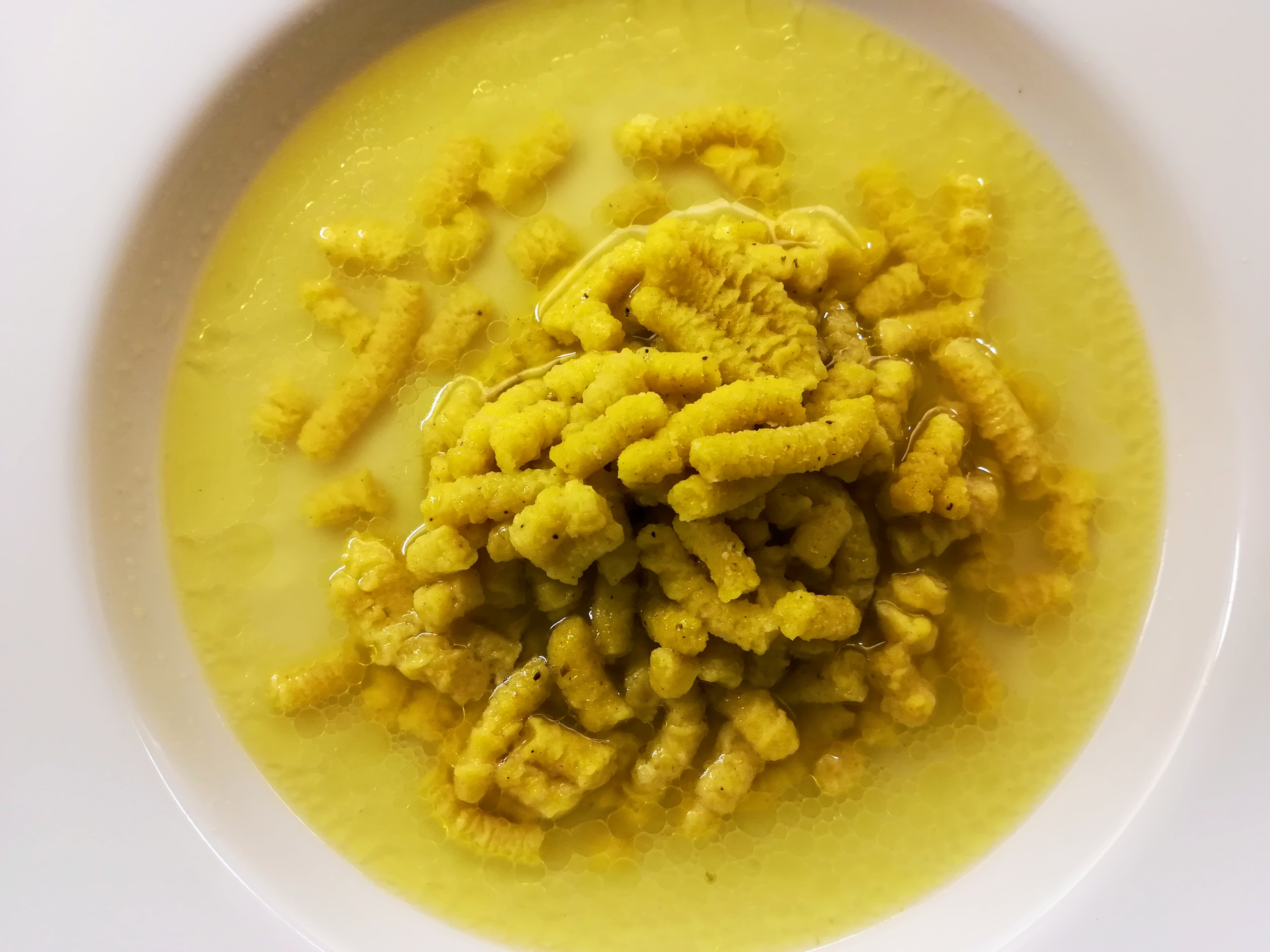
국물에 조리한 파사텔리